# أندي روز
أندي روز (بالإنجليزية: Andy Rose)‏ (13 فبراير 1990 ملبورن أستراليا - ) هو لاعب كرة قدم أسترالي يلعب كلاعب وسط.

## وصلات خارجية
أندي روز على موقع الدوري الأمريكي (الإنجليزية)
- أندي روز على موقع قاعدة بيانات كرة القدم.إي يو (الإنجليزية)
- أندي روز على موقع Soccerbase.com (لاعب) (الإنجليزية)
- أندي روز على موقع Soccerway.com (الإنجليزية)
- أندي روز على موقع عالم كرة القدم.نت (الإنجليزية)
- أندي روز على موقع AS.com (الإسبانية)